# Myotis oreias
Myotis oreias — вид рукокрилих роду Нічниця (Myotis).

## Поширення, поведінка
Проживання: Сінгапур. Вид відомий тільки з пошкодженого голотипу.